# Динамо (волейбольний клуб, Луганськ)
«Динамо» Луганськ (до 1982 року — «Зірка») — історичний український чоловічий волейбольний клуб з Луганська. Заснований в 1965 році. Неодноразовий призер чемпіонатів СРСР. Багаторазовий чемпіон і призер чемпіонатів України, неодноразовий володар і фіналіст кубка України, переможець і фіналіст Кубка володарів кубків

## Історія
Команду «Зірка» створили в Луганську в 1965 році. Під керівництвом Валентина Івановича Саліна, якого за прихильність до суворої дисципліни гравці позаочі називали Сталіним, «Зірка» спочатку виборола бронзові нагороди чемпіонату УРСР, а в 1968 році добилася права брати участь у чемпіонатах СРСР по першій групі (вища ліга). У дебютному сезоні в елітному дивізіоні посіла п'яте місце, а в 1972 році завоювала срібні медалі чемпіонату СРСР, пропустивши вперед себе в турнірній таблиці лише московський ЦСКА. У складі команди виступали чемпіон Олімпійських ігор-1968 Володимир Бєляєв, Віктор Альошин, Віктор Бесхлебніков, Борис Івлєв, Валерій Кривов, Станіслав Маценко, Володимир Мокрушев, Василь Нечай, Михайло Раздабара, Валерій Слєпцов, Володимир Халецький і Микола Хорунжий.
У тому ж 1972 році, 13 грудня, Валентина Саліна заарештували і незабаром засудили на 10 років за ст. 86 прим. Кримінального кодексу Української РСР за «розкрадання державного або колективного майна в особливо великих розмірах». Наставник «Зірки» став однією з жертв «ворошиловградської справи», спровокованого конфліктом між першим секретарем ЦК Комуністичної партії України Володимиром Щербицьким та першим секретарем Ворошиловградського обкому партії Володимиром Шевченком (у 1976 році за схожою кримінальною справі також був засуджений старший тренер луганської «Іскри» Володимир Чернов). Тим часом «Зірку» очолив колишній помічник Саліна Євген Олександрович Сєвєров, практично беззмінно пропрацював на посаді головного тренера команди до її розформування.
У 1973 році «Зірка» стала бронзовим призером чемпіонату УРСР і зайняла тільки 8-е місце чемпіонаті СРСР, але відзначилася перемогою на європейській арені, ставши першим в історії володарем Кубка кубків. У круговому фіналі чотирьох команд в Афінах волейболісти з Луганська обіграли італійську «Руїні», угорський «Чепель» і болгарський «Левскі-Спартак». У наступному розіграші цього єврокубка «Зірка» фінішувала другою, програвши в ключовому матчі в Брюсселі ризькому «Радіотехніку».
У 1976 і 1979 роках підопічні Євгена Сєвєрова вигравала бронзові медалі чемпіонатів СРСР. Триразовими призерами союзних першостей стали Валерій Кривов, Станіслав Маценко, Валерій Халецький і Микола Хорунжий, які також виступали за збірну УРСР на спартакіадах. У складі збірної СРСР Валерій Кривов і Федір Лащонов завоювали золото чемпіонату світу-1978 і Олімпійських ігор в Москві-1980.
За підсумками чемпіонату СРСР 1982 «Зірка» зайняла 12-е місце і вибула з вищої ліги. У грудні 1982 року команда була передана товариству «Динамо» і протягом 8 сезонів виступала в першій союзній лізі і чемпіонаті УРСР. В 1985 році стає чемпіоном УРСР.
Завоювавши право на повернення в еліту союзного чемпіонату в 1990 році, стала також другий раз чемпіоном УРСР 1991 року.
З 1992 року луганська команда, під назвою «Динамо», грала в вищій лізі чемпіонату відновленої незалежної України і тричі ставала призером національних чемпіонатів. До складу національної збірної України в ці роки входили Віктор Лошаков, Ігор Попов, Андрій Сидоренко, Юрій Філіппов.
На рубежі століть у «Динамо» склалася важка фінансова ситуація. У 2000 і 2001 роках команда фінішувала в чемпіонатах Суперліги України на останньому місці і ставала учасником перехідних турнірів за право залишитися в найсильнішому дивізіоні. У 2001 році титулований і славний луганський клуб вибув із Суперліги України і згодом припинив своє існування.

## Досягнення
Чемпіонат України:
- Срібний призер (2): 1993, 1998
- Бронзовий призер (1): 1992

Кубок України:
- Фіналіст (1): 1997

Чемпіонат УРСР
- Чемпіон (2): 1985, 1991.
- Срібний призер (5): 1971, 1972, 1977, 1978, 1986.
- Бронзовий призер (7): 1967, 1970, 1973, 1974, 1975, 1980, 1987.

Кубок УРСР
- Володар (1): 1979.
- Срібний призер (1): 1971.

Чемпіонат СРСР/Вища ліга:
- Срібний призер (1): 1972
- Бронзовий призер (2): 1976, 1979

Кубок Європейської конфедерації волейболу
- Володар (1): 1973
- Фіналіст (1): 1974